# ويليام إم. هادلي
ويليام إم. هادلي (بالإنجليزية: William M. Hadley)‏ هو مدرس أمريكي، ولد في 21 مارس 1917 في سامرديل في الولايات المتحدة، وتوفي في 29 يونيو 1992 في ماغنوليا سبرنغز في الولايات المتحدة.